# 李玮 (唐朝)
李玮（647年—682年4月4日），字彦英，吴王李恪第三子，唐太宗之孙。
永徽四年（653年），李恪以谋反罪被赐死，四个儿子被流放到岭表。永淳元年二月廿一日（682年4月4日），李玮在广州南海县去世，享年三十六岁。神龙二年（706年），追封朗陵郡王。
妻冯氏，为大将军、耿国公冯盎的曾孙。冯氏于开元五年十一月廿五日（718年1月1日）去世，享壽七十四岁。开元六年十一月十二日（718年12月8日），李玮与冯氏合葬于龙门之平原。

## 儿子
- 李祚，朗陵郡王
- 李褕，嗣蜀王（出继叔祖父李愔）